# Щёголев, Василий Матвеевич
Василий Матвеевич Щёголев (1904 — 18 апреля 1987, Киев) — украинский советский драматург, переводчик, театральный деятель.

## Биография
Окончил Днепропетровский музыкально-театральный техникум (1933) и театроведческий факультет Киевского института театрального искусства (1953).
В 1921—1933 годах — актёр в Красноградском театре, Театре им. М. Заньковецкой и Театре им. Т. Шевченко.
В 1933—1941 годах занимал должности директоров ряда украинских театров.
Участвовал в Великой Отечественной войне.
С 1961 года — в Украинском театральном обществе.
С 1927 года начал творить как драматург: писал по преимуществу одноактные пьесы на современном материале. Переводил на украинский язык советскую драматургию.
Член Коммунистической партии с 1944 года.

## Пьесы
- 1951 — «Березка» (Дрогобыч, Черновцы)
- 1957 — «Единственный сын» (Киев; Львов; Польская Народная Республика)
- 1957 — «Мы — советские люди» (Севастополь)
- 1962 — «Не убий» (Винница; Одесса; Болгарская Народная Республика)
- 1964 — «Селезень» (Воронеж, Киев)
- 1961 — комедия «Смерть Тихохода» (Нижне-Волынский театр)
- 1964 — водевиль «Двойник»